# Jim Jarvis
James C. Jarvis, detto Jim (Roseburg, 3 marzo 1943), è un ex cestista e allenatore di pallacanestro statunitense, professionista nella ABA.

## Carriera
Venne selezionato dai San Francisco Warriors al sesto giro del Draft NBA 1965 (45ª scelta assoluta).
Con gli Stati Uniti disputò le Universiadi di Budapest 1965.

## Palmarès
- Campionato ABA: 1

Pittsburgh Pipers: 1968